# Útok v Lyonu (2019)
K útoku ve francouzském městě Lyon došlo 24. května 2019 okolo 17:30 SELČ na ulici Victora Huga. Při explozi podomácku vyrobené výbušniny bylo zraněno třináct lidí. Útok je vyšetřován jako teroristický čin a zabývá se jím protiteroristický odbor pařížské prokuratury. Z útoku je podezřelý čtyřiadvacetiletý Alžířan Muhammad Hišám M.

## Průběh útoku
Podle svědků citovaných listem Le Figaro zanechal neznámý muž před jednou z místních pekáren balíček a odešel. Asi deset minut poté předmět explodoval. Policejní zdroj uvedl, že bomba obsahovala hřebíky a šrouby.

## Následky
Do Lyonu po útoku vyrazil ministr vnitra Christophe Castaner, který krátce po útoku nařídil policejním prefekturám posílit ostrahu veřejných míst a velkých sportovních, kulturních či náboženských akcí.

## Pachatel
Pravděpodobným pachatelem je Alžířan Muhammad Hišám M., který byl zadržen tři dny po útoku. U soudu se přiznal, že jednal ve jménu Islámského státu. I když šlo o radikála, policii nebyl znám.
V souvislosti s útokem zadržela francouzská policie ještě další tři lidi – rodiče útočníka (kteří byli později propuštěni) a jeho bratra.